# Vuelo 1951 de Turkish Airlines
El vuelo 1951 de Turkish Airlines (también conocido como Poldercrasho el incidente Schiphol Polderbaan) fue un vuelo de pasajeros que se estrelló durante el aterrizaje en el Aeropuerto de Ámsterdam-Schiphol, Países Bajos, el 25 de febrero de 2009, lo que provocó la muerte de nueve pasajeros y tripulantes, incluidos los tres pilotos.
El avión, un Boeing 737-800 de Turkish Airlines, se estrelló en un campo a aproximadamente 1,5 kilómetros (0,9 mi) al norte de la pista de Polderbaan (18R), antes de cruzar la autopista A9 de entrada, a las 09:26 UTC (10:26 CET), tras haber volado desde Estambul, Turquía. El avión se partió en tres pedazos al impactar. Los restos no se incendiaron.
El accidente se debió principalmente a la reacción automática de la aeronave, activada por un radioaltímetro defectuoso. Esto provocó que el acelerador automático redujera la potencia del motor al ralentí durante la aproximación. La tripulación se dio cuenta demasiado tarde para tomar las medidas necesarias para aumentar el empuje y recuperar la aeronave antes de que entrara en pérdida y se estrellara. Desde entonces, Boeing ha emitido un boletín para recordar a los pilotos de todas las series 737 y aviones BBJ la importancia de monitorear la velocidad y la altitud, y desaconseja el uso del piloto automático o el acelerador automático durante el aterrizaje en caso de discrepancias en el radioaltímetro.
Una investigación de The New York Times de 2020 concluyó que la investigación holandesa sobre el accidente "excluyó o minimizó las críticas" a Boeing tras la presión de Boeing y de los funcionarios de seguridad federales de Estados Unidos, quienes en cambio "enfatizaron el error del piloto como un factor, en lugar de fallas de diseño".

## Aeronave

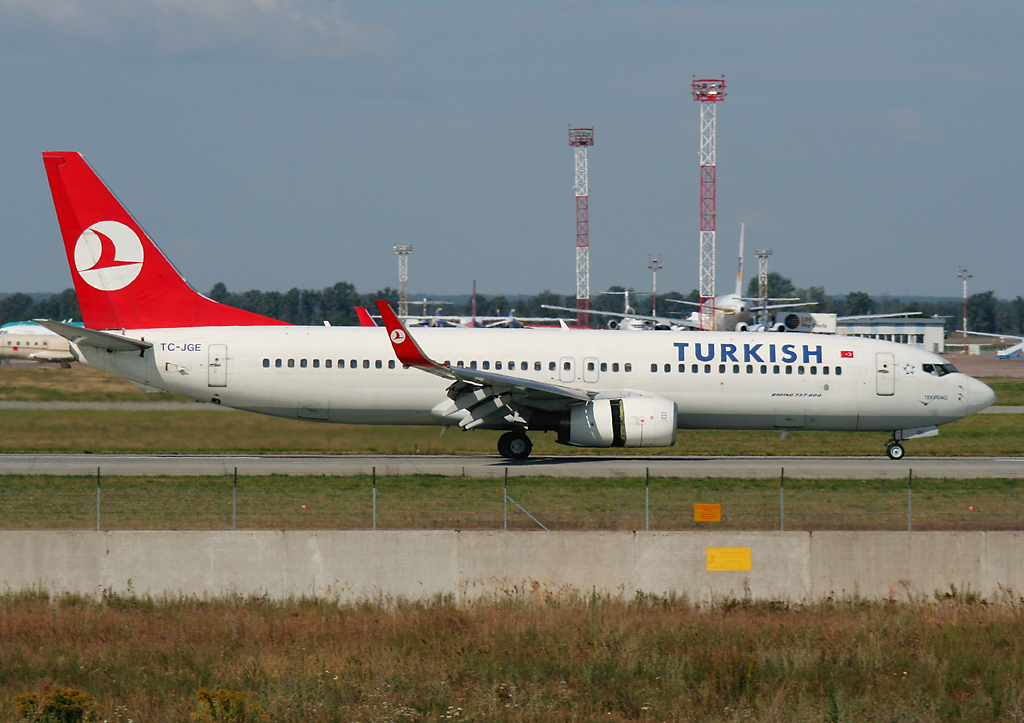
TC-JGE, la aeronave involucrada, aterrizando en el aeropuerto Kiev-Boryspil en agosto de 2008.

Distribución de los pasajeros y asientos.

El avión de Turkish Airlines, un Boeing 737-8F2 de matrícula TC-JGE, efectuó su primer vuelo el 24 de enero de 2002, siendo su número de construcción el 29789, con MSN 1065. El avión en cuestión, nombrado como Boeing 737-8F2, fue operado en exclusiva por la compañía turca desde que fue entregado (el indicativo F2 es el propio de Turkish Airlines para los aviones de Boeing a dicha compañía). El avión en cuestión se trata de un jet bimotor, con el nombre dado por la compañía de Tekirdag, población de Turquía situada en el lado europeo del país, a unos 130 kilómetros al oeste de Estambul. La capacidad del avión es de 165 pasajeros, a los que hay que añadir la tripulación, que suele ser de siete personas por trayecto (dos pilotos y cinco tripulantes de la cabina de pasajeros), si bien el avión tiene un peso máximo al despegue de 79 toneladas, por lo que también podía transportar mercancías hasta alcanzar dicho peso. Los dos motores del avión son del tipo CFM56-7B26, perteneciente al consorcio de construcción de motores de aviación CFM.

## Vuelo
El Boeing 737-800 de Turkish Airlines planeaba efectuar el vuelo regular entre el Aeropuerto Internacional Atatürk de Estambul y el Aeropuerto de Ámsterdam-Schiphol con número de vuelo 1951, ocupado por 135 personas (7 tripulantes y 128 pasajeros).
El vuelo efectuó el despegue del aeropuerto de Estambul a las 6:22 UTC, para recorrer los 2198 kilómetros (1374 millas) aproximadamente que separan Estambul de Ámsterdam en unas tres horas y media.
Por cuestiones de tráfico el vuelo logra estar ya en aproximación final al aeropuerto de Ámsterdam en unas tres horas y diez minutos.

## Accidente
El vuelo 1951 de Turkish Airlines fue autorizado a descender a 3000 pies (novecientos metros) de altura sobre el terreno, con una presión de 1027 milibares y una visibilidad horizontal de 4500 metros. El avión recibe también en ese momento la autorización para interceptar el ILS a la pista 18R, pista activa para aterrizajes en Ámsterdam.
El tren de aterrizaje fue bajado y los alerones armados. Cuando estaban descendiendo, a aproximadamente 1950 pies (casi 600 metros), el valor del radioaltímetro descendió a -8 pies. El sistema del acelerador automático cambió al modo retardar, y las palancas de empuje se trasladaron a la posición de ralentí y se mantuvo en el modo de retraso. Normalmente este modo se activa automáticamente durante el aterrizaje, justo antes de tocar tierra. Los tres pilotos notaron esto al estar a 400 pies de altura (120 m) Ahí el piloto automático fue desconectado y se intentó poner al avión en posición correcta, pero ya era demasiado tarde.
El parte meteorológico a las 9:25 UTC informaba de vientos con dirección 200° con una fuerza de 10 nudos; del mismo modo, notificó una visibilidad horizontal de 4500 metros y la presencia de algunas nubes a 700 y 800 pies (210 y 240 m respectivamente), y cielo totalmente cubierto de nubes a 1000 pies (300 m) La temperatura era de cuatro grados centígrados y el punto de rocío de 3 grados.
Este accidente es el cuarto en el que se pierde un Boeing 737-800, el tercer peor accidente de un Boeing 737-800 y el octavo peor accidente en Países Bajos (en ese momento).

## Información confidencial a bordo
Tras las especulaciones de los medios de comunicación, un portavoz de la fiscalía de Haarlem confirmó en abril de 2009 a la Agence France-Presse que, tras el accidente, se dieron instrucciones para retirar de los restos del avión cuatro ordenadores portátiles de Boeing y que éstos fueron entregados a la embajada de Estados Unidos en La Haya.Según el periódico holandés De Telegraaf, los empleados de Boeing a bordo estaban en posesión de información militar confidencial.
Los medios de comunicación turcos Radikal y Sözcü también informaron que los empleados de Boeing a bordo estaban en posesión de información militar confidencial y que la respuesta de rescate se retrasó porque los funcionarios estadounidenses habían solicitado específicamente a las autoridades holandesas que nadie se acercara a los restos hasta que se recuperara la información confidencial.
Según Radikal, el entonces director ejecutivo de Turkish Airlines, Temel Kotil, también había declarado que un empleado de Turkish Airlines destinado en el aeropuerto de Schiphol había llegado al lugar del accidente con su identificación de acceso a la plataforma del aeropuerto, pero se le impidió llegar a los restos y fue esposado y detenido por las autoridades holandesas después de resistirse.
Aunque el artículo de De Telegraaf y algunas fuentes turcas afirman que agentes de la Oficina Federal de Investigaciones (FBI) o de la Agencia Central de Inteligencia de Estados Unidos estaban en el lugar para la recuperación, la fiscalía lo negó.

## Reacción de Boeing y la NTSB
Una investigación de Chris Hamby, del The New York Times, publicada en enero de 2020 tras la suspensión de vuelo del Boeing 737 MAX afirmó que el DSB "excluyó o minimizó las críticas al fabricante en su informe final de 2010 tras la oposición de un equipo de estadounidenses que incluía a Boeing y a funcionarios federales de seguridad... que dijeron que ciertos errores de los pilotos no habían sido 'debidamente enfatizados'".El artículo de Hamby se basa en un análisis de factores humanos realizado en 2009 por Sidney Dekker, que el DSB no publicó hasta después de que se publicara la investigación de The New York Times.
En febrero de 2020, se informó que Boeing se había negado a cooperar con una nueva revisión holandesa sobre la investigación del accidente y que la NTSB también había rechazado una solicitud de los legisladores holandeses para participar.

## Dramatización
Este accidente fue presentado en el programa de televisión Mayday: catástrofes aéreas, en el episodio titulado «Who's in Control?».